# Velké Pavlovice
Velké Pavlovice är en stad i Tjeckien.   Den ligger i regionen Södra Mähren, i den sydöstra delen av landet, 220 km sydost om huvudstaden Prag. Velké Pavlovice ligger 182 meter över havet och antalet invånare är 3 078.
Terrängen runt Velké Pavlovice är platt. Runt Velké Pavlovice är det ganska tätbefolkat, med 139 invånare per kvadratkilometer. Närmaste större samhälle är Břeclav, 16,9 km söder om Velké Pavlovice. Trakten runt Velké Pavlovice består till största delen av jordbruksmark.